# Emmendingen járás
Emmendingen járás egy járás Baden-Württembergben. Emmendingen járás Breisgau-Hochschwarzwald, Freiburg im Breisgau, Schwarzwald-Baar és Ortenau járásokkal határos. Lakosainak száma 157 399 fő (2014. január 3.).

## Népesség
A járás népessége az elmúlt években az alábbi módon változott:

| 2014 | 157 399 |